# Delaware State Route 48
Die Delaware State Route 48 (kurz DE 48) ist eine in Ost-West-Richtung verlaufende State Route im US-Bundesstaat Delaware.

## Verlauf
Nach dem Abzweig von der Delaware State Route 41 in Hockessin verläuft die Delaware State Route 48 in östlicher Richtung und trifft in den westlichen Vororten von Wilmington auf die Delaware State Routes 100 und 141. Die DE 100 nutzt im Anschluss bis zur Dupont Road die Trasse der DE 48 mit. In der Union Street beziehungsweise in der Lincoln Street wird die Straße von der Delaware State Route 2 gekreuzt. Im Stadtzentrum von Wilmington trifft sie auf die Trasse der Interstate 95 und des U.S. Highways 202. Nachdem die Delaware State Route 4 in der Maryland Avenue abgezweigt ist, endet die DE 48 in Wilmington an einer Business Route des U.S. Highways 13.